# Шрьодер (Peanuts)
Шрьодер (Schroeder) е герой от поредицата карикатури Peanuts на Чарлс М. Шулц. Той се отличава с преждевременно развитата си дарба да свири на пиано, както и с любовта си към класическата музика и Лудвиг ван Бетховен. Шрьодер е кетчер в бейзболния отбор на Чарли Браун и е обект на несподелената любов на Луси ван Пелт. След Лайнъс и Снупи, Шрьодер вероятно е най-добрият приятел на Чарли Браун; веднъж изобличава Вайълет, че е дала стара валентинка на Чарли Браун за Денят на влюбените, малко след като празникът е минал, но доброто му намерение е подкопано, когато Чарли Браун я приема. Шрьодер е един от малкото играчи, които имат уважение към Чарли Браун като мениджър, въпреки че се гневи, както всички останали, когато Чарли Браун не играе добре.

## История
Шрьодер е представен на читателите като бебе през 1951, но в следващите три години пораства до възрастта на повечето герои. Първоначално няма никакви отличителни черти, но по-късно Шулц има идеята да включи играчката-пиано на дъщеря си Мередит (Meredith) в поредицата. Той решава да го даде на най-новия герой и така образът, какъвто е познат на милиони фенове, се ражда.
От първото му свирене на пианото, Шрьодер свири класически композиции на виртуозно ниво, което се разбира от усърдното преписване на ноти от страна на Шулц. Обикновено Шрьодер свири соната на Бетховен, любимият му композитор. В една карикатура Луси строшава бюст на Бетховен, но се оказва, че талантливото момченце има куп бюстове на немския композитор. Всяка години Шрьодер празнува на рождения ден на Бетховен- 16 декември. (Шулц разкрива, че първоначално мислел да ползва Йоханес Брамс за идол на момчето, но се спрял на Бетховен, защото просто звучало „по-смешно“).
Шрьодер обикновено е изобразен да свири многооктавни композиции на пианото, въпреки че такова пиано няма такъв обхват от тонове (например черните клавиши до края на поредицата са съвсем малко на брой).
Друга отличителна черта на Шрьодер е постоянният му отказ на любовта на Луси. Луси е много влюбена в Шрьодер и често се надвесва над пианото, когато той свири. Обаче Бетховен бил ерген и Шрьодер счита, че трябва да имитира всичко от живота на своя идол.

## Пианото на Шрьодер
Способностите на пианото са илюстрирани в епизода от 1965 A Charlie Brown Christmas. Луси моли Шрьодер да изсвири Jingle Bells- първо той изсвирва коледната песничка в стила на обикновено пиано, след това в джаз вариант и накрая все едно свири на орган, но Луси не може да разбере, че това е същата мелодийка и раздразнения Шрьодер я изсвирва на пианото-играчка. За първи и единствен път неговото пиано звучи като играчка в специалните телевизионни епизоди.
Шрьодер обикновено е много тих герой, задоволен от свиренето на музика, но може да се разгневи, ако музиката му или идолът му Бетховен са обидени. В един епизод Луси напомня на Шрьодер, че пианото му е еднооктавно; разгневеният Шрьодер го издърпва от нея и я „праща да лети“. В друг момент Луси го пита дали пианистите правят много пари, а той избухва „Кой го е грижа за пари? Това е ИКЗУСТВО, тъпачка такава! Музиката, която свиря, е велика, а да свириш велика музика е изкуство! Чуваш ли ме? Изкуство! Изкуство! Изкуство! Изкуство! Изкуство! Изкуство!“ (последните пет думи подсилени с удрянето върху клавишите).
Музикалните ноти, които Шродер изсвирва на пианото, са реални- героите могат да ги докосват, когато се появяват във въздуха. Снупи например украсява елхата с тях.

## Интересни факти
- В книгата си от 1975 Peanuts Jubilee Чарлс Шулц заявява: „Шродер е наречен след малко момче, което ми помагаше при игра на голф на игрището в Сейнт Пол. Не си спомням да съм знаел името му, но „Шрьодер“ ми се струваше подходящо име, още преди да стане велик музикант.“;
- През 1950-те бейзболният отбор на Чарли Браун се нуждае от спонсор. Спонсорът на Шрьодер е „Бетховен“;
- Рожденият му ден е 18 януари 1954.